# Třída Chonburi
Třída Chonburi je třída rychlých hlídkových lodí Thajského královského námořnictva. Tři jednotky této třídy byly pro Thajsko postaveny v Itálii. Všechny čluny jsou stále v aktivní službě.

## Pozadí vzniku
Trojici útočných člunů této třídy postavila loděnice C.N. Breda v Maestre poblíž Benátek. Dvě jednotky byly objednány v roce 1979 a třetí kus v roce 1981.
Jednotky třídy Chonburi:
| Jméno              | Zahájení stavby | Spuštěna       | Vstup do služby   | Poznámka |
| ------------------ | --------------- | -------------- | ----------------- | -------- |
| Chonburi (FAC 331) | srpen 1981      | 7. června 1982 | 22. února 1983    | aktivní  |
| Songkla (FAC 332)  | září 1981       | 6. září 1982   | 16. července 1983 | aktivní  |
| Phuket (FAC 333)   | prosinec 1981   | 3. února 1983  | 13. ledna 1984    | aktivní  |

## Konstrukce
Plavidla mají ocelový trup a nástavbu ze slitin hliníku. Hlavní výzbroj tvoří dva dvouúčelové 76mm kanóny OTO Melara Compact, umístěné v jedné dělové věži na přídi a druhé na zádi. V zadní části nástavby je též věž kompletu DARDO se dvěma 40mm kanóny. Výzbroj doplňují dva 12,7mm kulomety. Pohonný systém tvoří tři diesely MTU 20V 539 TB92, každý o výkonu 4 225 hp, pohánějící tři lodní šrouby se stavitelnými lopatkami KaMeWa. Nejvyšší rychlost dosahuje 30 uzlů a autonomie 7 dnů.